# Nudismo en Chile
El nudismo en Chile, si bien no es ilegal y se mantiene como un tema tabú al interior de la sociedad chilena, es permitido en lugares claramente establecidos y delimitados para la práctica del nudismo, aunque debido a la ausencia de una ley que permita regular esta actividad en el país, este asunto no queda exento de polémicas y vacíos legales. El andar desnudo en la vía pública no está permitido por atentar contra la moral y las buenas costumbres, además de otros cargos que se le pueden imputar a una persona que transite desvestida, como la alteración del orden público. En relación con los espacios públicos permitidos, solo existe una playa nudista autorizada como tal, mientras es posible practicar el nudismo en algunos balnearios de manera informal y sin contravenir a las otras leyes vigentes, como por ejemplo manteniendo relaciones sexuales en público o hacer un registro audiovisual de los bañistas desnudos sin su consentimiento. El acto de andar desnudo se le conoce común y coloquialmente en el español chileno como en pelota o pilucho.

## Historia

### SiglosXIXyXX

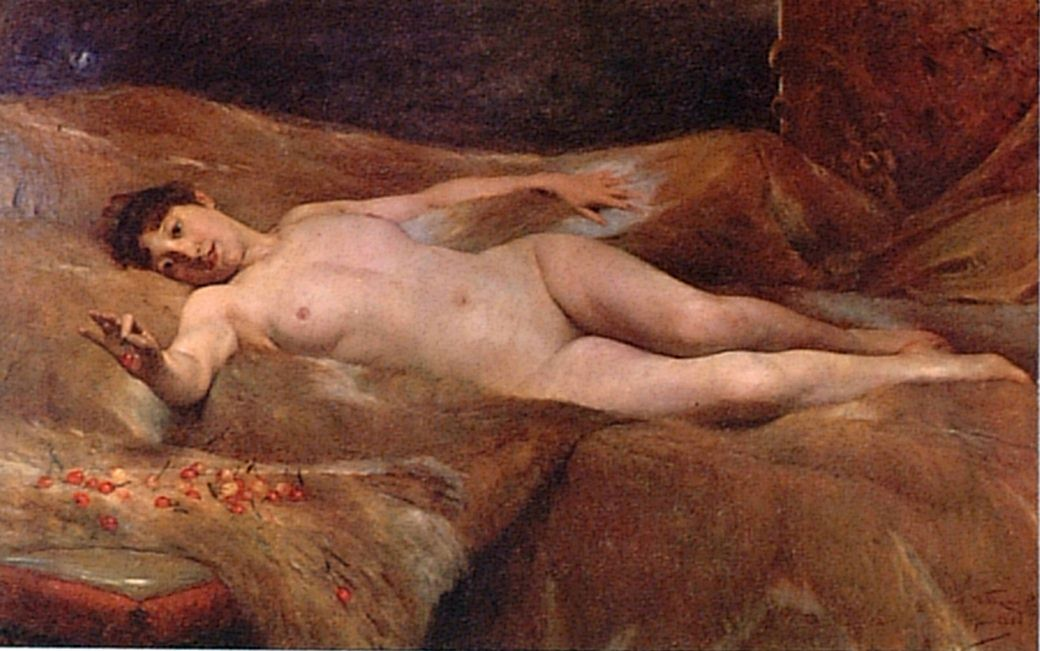
La Ninfa de las Cerezas (1889), pintura de Alfredo Valenzuela Puelma que fue criticada en Chile por el rechazo al desnudo artístico en la sociedad de la época

Históricamente, la sociedad chilena se ha mostrado como pudorosa frente a la desnudez y se ha tomado una postura socialconservadora frente al desarrollo de una cultura nudista. Por otra parte, durante los siglos XIX y XX aparecieron las primeras obras hechas en Chile sobre el desnudo como género artístico, particularmente en la pintura y la escultura. Uno de sus principales exponentes decimonónicos en la pintura fue Alfredo Valenzuela Puelma (1856-1909), el cual fue duramente criticado tanto por sus pares pintores como por el resto de la sociedad chilena de la época por sus obras sobre desnudos. En la escultura, destacó durante el siglo XX el artista chileno-alemán, Tótila Albert Schneider, quien fue uno de los pioneros en esculpir el desnudo masculino para obras exhibidas en el espacio público, siendo también motivo de controversias dentro de la sociedad santiaguina de aquel entonces, particularmente con la inauguración del Monumento a Rodó, ocurrido el 12 de octubre de 1944.
El 25 de noviembre de 1924 fue estrenada en Santiago la película Agua de vertiente, un largometraje de cine mudo que fue el primer filme chileno con una escena de una mujer desnuda. El desnudo femenino estuvo presente principalmente a partir de las décadas de 1950 y 1960 mediante espectáculos teatrales y musicales, como por ejemplo los presentados por la compañía Bim bam bum o la presentación del show «Las Folies de París», el cual generó el rechazo de la Iglesia católica chilena. El movimiento hippie local también abrazó el nudismo, lo cual quedó de manifiesto en la carátula del disco Aguaturbia (1970) de la banda homónima, en la cual aparecían sus integrantes desnudos sentados en círculo.
Otras expresiones artísticas comunes dentro del arte chileno fueron posibles de ver en el humor gráfico, tal es el caso de Condorito dibujado por el historietista Pepo, donde aparecían algunas escenas sobre el desnudo e incluso Pelotillehue, la comuna ficticia de la historieta, poseía un propio campo nudista. Los desnudos femeninos estuvieron presentes en algunas revistas, especialmente durante la década de 1960 e inicios de la de 1970, mediante títulos como Alta Tensión, La Verdad, Sexo Crónica, A Media Luz, Glamour, Sexología y Luz; varias de estas publicaciones fueron clasificadas como pornográficas y sufrieron requisiciones en 1968 y 1970. Entre 1970 y 1973 circularon otras revistas que incluían desnudos femeninos completos, como por ejemplo Nat y Viejo Verde, siendo esta última la primera publicación chilena en mostrar el pubis de las mujeres fotografiadas.
Posteriormente surgieron otros movimientos asociados al nudismo, como por ejemplo el streaking, que tuvo su primer caso en Santiago el 12 de marzo de 1974, cuando un hombre corrió desnudo desde la calle Suecia hacia la avenida Providencia en la comuna homónima. Durante las décadas de 1970 y 1980 surgieron pequeños lugares —a menudo inhóspitos— donde se volvió habitual la práctica del nudismo en las costas: uno de ellos fue en las playas de la región de Valparaíso —que quedó inmortalizada en una escena de la película Palomita blanca (1973) en donde los protagonistas se bañan desnudos en una playa de Concón—, especialmente el sector de Horcón —en donde un grupo de nudistas fue detenido en diciembre de 1980—, en el sector del faro Punta Tortuga en Coquimbo hacia febrero de 1982, o incluso la ribera del río Elqui en La Serena en abril de 1984.
Los primeros desnudos masculinos en la televisión chilena fueron realizados por Jorge Rebel en el programa Maijope show (1969), y por Juan Carlos Bistoto en abril de 1971 durante un sketch del programa La manivela, emitido por Canal 13; en ambas ocasiones los desnudos fueron exhibidos solo por su vista posterior. El primer desnudo integral fue protagonizado por el actor Patricio Strahovsky como parte de una improvisación en un sketch humorístico en directo transmitido por Chilevisión. También y como parte del desnudo masculino, Juan Falcón fue el primer actor en aparecer sin ropa en una teleserie chilena en 1997, en una escena de Rossabella, telenovela transmitida por Megavisión. El año anterior, la actriz Ángela Contreras fue fotografiada haciendo un toples cubriéndose los pezones con sus manos para la campaña publicitaria de Sucupira, de Televisión Nacional de Chile (TVN).

### SigloXXI
Durante el siglo XXI, Chile experimentó una mayor liberalización cultural en varios aspectos, entre ellos, la aparición del primer movimiento nudista del país. El 30 de enero de 2000, un grupo de entusiastas nudistas chilenos se reunieron en Playa Luna, comuna de Puchuncaví, para organizar el Primer Encuentro Nudista de Chile. El evento organizado por el activista por el naturismo chileno, René Rojas, quien luego de su estadía en Brasil y participar en playas nudistas de ese país, se animó a replicar la idea en su país. Esto trajo por consiguiente la creación del Club Nudista de Playa Luna. Tras una sentencia dictada por un juez chileno debido a una acción judicial presentada contra la agrupación, se determinó que el hecho de tener una playa nudista para adultos no era constitutivo de delito dentro la jurisprudencia chilena ni tampoco infringía norma alguna, siempre y cuando cumplieran con todas las otras leyes vigentes.
Un hito importante del nudismo chileno y que causó revuelo mediático en los medios de comunicación chilenos fue la intervención artística que realizó el fotógrafo estadounidense Spencer Tunick el 30 de junio de 2002, cuando hizo una invitación abierta a los chilenos para que asistieran desnudos a una sesión fotográfica en el Parque Forestal, en Santiago, el cual —contrario a lo que se había previsto— convocó a más de cuatro mil asistentes en pleno inicio del invierno en el hemisferio Sur. Ese mismo año provocó controversias Lucía Flores Catrileo, una joven de 17 años conocida como Baby Vamp, quien caminaba desnuda por las calles de Santiago como parte de un experimento social dirigido por el artista visual argentino, Luizo Vega. El Servicio Nacional de Menores (Sename) tomó acciones legales al ser Flores Catrileo una menor de edad al momento de realizar dicha actividad.
El nudismo como forma de protesta también se ha presentado en eventos como la Manifestación Ciclonudista Mundial, que se realizó en Santiago en junio de 2011 y marzo de 2012.
En 2013 la organización socialconservadora Acción Familia solicitó a la Contraloría General de la República que evaluara la legalidad y las competencias del Servicio Nacional de Turismo (Sernatur) respecto de la entrega de fondos públicos para auspiciar eventos de nudismo o naturismo en el país. La Contraloría respondió que no existe una normativa que prohíba o autorice explícitamente la práctica del naturismo o nudismo en Chile. Además, indicó que el Sernatur tiene la facultad de promocionar y patrocinar eventos turísticos, incluyendo aquellos relacionados con el naturismo.
El estudio Life at Home, realizado por IKEA desde 2014 y que en 2023 incluyó por primera vez información sobre Chile, reveló que el 17 % de la población nacional se pasea desnudo por su casa.

## Playas nudistas

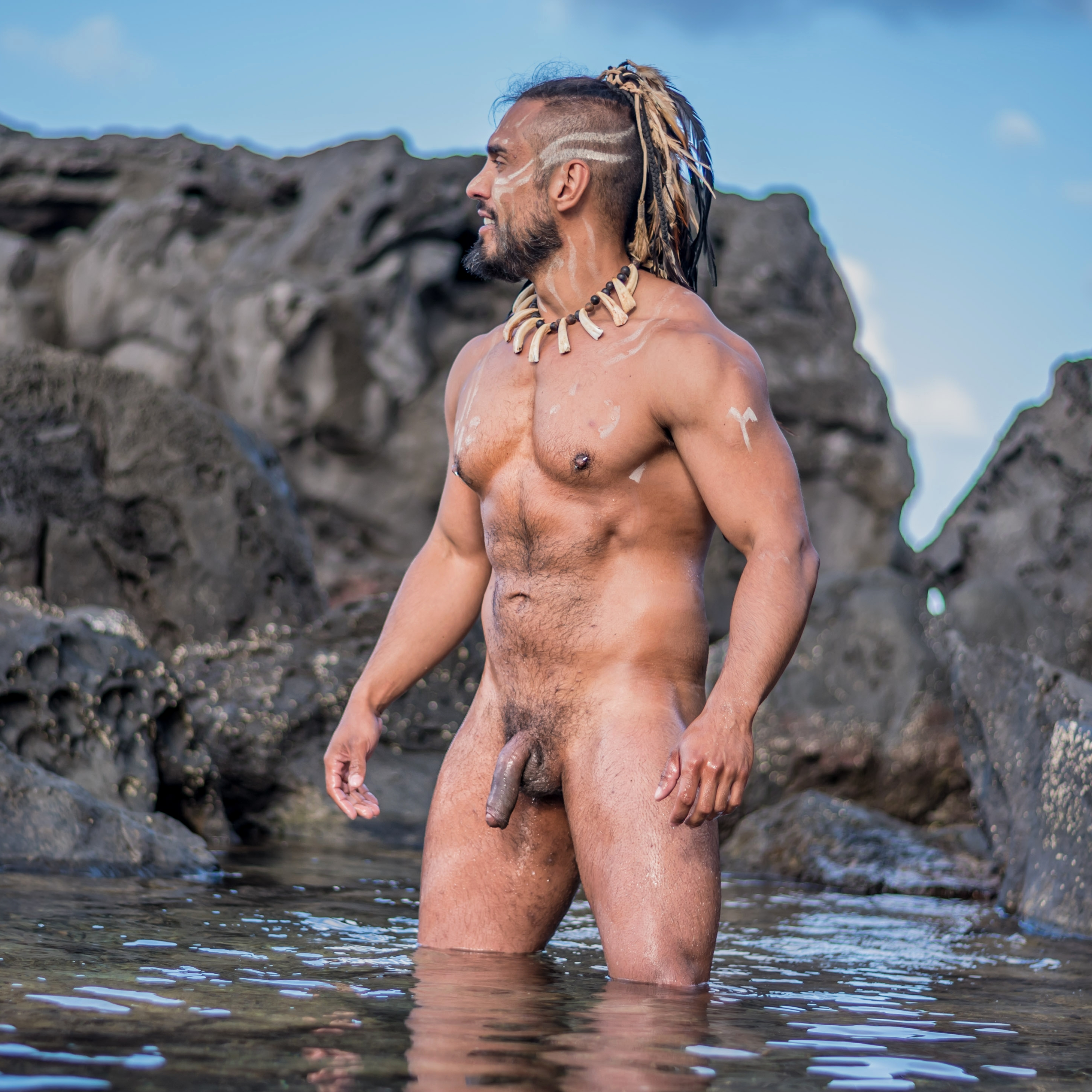
Un hombre desnudo de la etnia rapanui en la playa Ovahe, Isla de Pascua

Hasta el momento solo Playa Luna, en la comuna de Puchuncaví, es la única playa en Chile que ha sido declarada como una playa nudista, sin embargo, existen otras donde es frecuente que asistan bañistas desnudos con normalidad y frecuencia. Entre ellas destacan la Playa Cau Cau, en la misma comuna de la Región de Valparaíso; la Playa Luna Sur, ubicada en el sector de Coliumo, comuna de Tomé, Región del Biobío y la Playa Luna Norte, en el sector del Pabellón de Pica, en la comuna de Iquique. Ambas playas son una iniciativa de promoción del naturismo en otras regiones de Chile por el Club Nudista de Playa Luna. Si bien en general no se discrimina por orientación sexual el acceso a estas playas, en 2017 fueron denunciadas situaciones puntuales de discriminación y homofobia en Playa Luna. En contraposición, la Playa de Balsa de Quelhue, en la comuna de Pucón, Región de La Araucanía, es conocida como una playa gay donde es posible practicar el nudismo, siendo la única de su tipo en todo el país. Una iniciativa en 1998 intentó establecer a la Playa Corazones como una playa nudista en la comuna de Arica, la cual es de difícil acceso y posee varias cuevas alrededor; no obstante, el proyecto fue paralizado por los sectores conservadores de la sociedad local. Asimismo, en un sector de la playa de Ovahe, en Isla de Pascua, acuden frecuentemente nudistas.[cita requerida]